# Croton leucadenius
Espèce
Croton leucadenius est une espèce de plantes à fleurs du genre Croton et de la famille Euphorbiaceae présente du sud-est du Brésil au Paraguay.
Il a pour synonymes :
- Croton fuscus, (Didr.) Müll.Arg.
- Croton fuscus forma arenosa, Chodat & Hassl.
- Croton fuscus var. genuinus, Müll.Arg., 1866
- Croton fuscus var. leucadenius, (Baill.) Müll.Arg., 1866
- Croton fuscus forma microbracteatus, Chodat & Hassl.
- Croton fuscus var. polychaetus, Müll.Arg.
- Leucadenia pilosa, Klotzsch ex Baill.
- Myriogomphus fuscus, Didr.
- Oxydectes fusca, (Didr.) Kuntze